# Heinkel He 177 Greif
Heinkel He 177 Greif ("grifin") je bil nemški dvomotorni bombnik iz 2. svetovne vojne. Bil je edini nemški bombnik z dolgim dosegom. He 177 je bil po sposobnostih in doletu podoben Ameriškim in Britanskim bombnikom. Posadke so mu dale vzdevek Luftwaffenfeuerzeug (leteči vžigalnik) zaradi številnih težav pri vstopu v uporabo.

## Specifikacije (He 177 A-5/R2)
Podatki iz Griehl and Dressel 1998, pp. 223, 229.
Splošne karakteristike
- Posadka: 6
- Dolžina: 22 m (72 ft 2 in)
- Razpon kril: 31,44 m (103 ft 1¾ in)
- Višina: 6,67 m (21 ft 10 in)
- Površina kril: 100,00 m² (1076,40 ft²)
- Teža praznega letala: 16800 kg (37038 lb)
- Naložena teža: 32000 kg (70548 lb)
- Pogon letala: 2 ×  24-valjni tekočinsko hlajeni motor Daimler-Benz DB 610, 2900 KM (2133 kW)  vsak

 Zmogljivost 
- Maks. hitrost: 565 km/h (351 mph) na višini 6000 m (19685 ft)
- Hitrost porušitve vzgona: 135 km/h (84 mph)
- Bojni radij: 1540 km (957 milj)
- Največji doseg: 5600 km (3480 milj)
- Višina leta: 8000 m (26246 ft)
- Hitrost vzpenjanja: 190 m/min (623 ft/min)
- Obremenitev kril: 303,9 kg/m² (62,247 lb/ft²)

Oborožitev

- Strelno orožje: ** 1 × 7.92 mm MG 81 strojnica v nosu
  - 1 × 20 mm MG 151 v sprednjem spodnjem delu
  - 1 × 13 mm MG 131 v zadnjem spodnjem delu
  - 2 × 13 mm MG 131 na zadnjem delu
  - 1 × 13 mm MG 131 na zgornjem delu
  - 1 × 20 mm MG 151/20 v repu
- Bombe: Do 7300 kg tovora: prostopadajoče bombe, torpedi, vodljive bombe Fritz X ali Henschel Hs 293